# Heinrich (Braunschweig-Dannenberg)

Heinrich und seine Gemahlin Ursula auf einem 1584 gedruckten Stammbaum.

Heinrich, Herzog zu Braunschweig und Lüneburg (* 1533; † 19. Januar 1598) war von 1559 bis 1569 Fürst von Lüneburg sowie von 1569 bis 1598 Inhaber der Herrschaft Dannenberg.

## Leben
Heinrich entstammte dem welfischen Herrscherhaus und war Sohn des Herzogs Ernst I., genannt der Bekenner, und der Sophie von Mecklenburg-Schwerin.
Nach einer 10-jährigen gemeinsamen Herrschaft mit seinem Bruder Wilhelm dem Jüngeren heiratete Heinrich entgegen getroffenen Absprachen Ursula von Sachsen-Lauenburg, Tochter von Franz I. Seine Forderung nach Teilung des Fürstentums konnte er jedoch nicht durchsetzen, sondern bekam als Abfindung für seinen Verzicht auf die Regierungsbeteiligung im Fürstentum Lüneburg die Herrschaft in Dannenberg zugesprochen. Heinrich führte zwar den Titel eines Fürsten, jedoch lag die Vertretung nach außen weiterhin beim Fürstentum Lüneburg, so dass nicht von einem souveränen Herrschaftsbereich gesprochen werden kann. Zusätzlich erhielt Heinrich eine jährliche Zahlung von 500 Talern und einmalig 4000 Talern. Außerdem ließ er sich zusichern, dass bei einem Aussterben der Wolfenbüttler Linie des Welfenhauses ausschließlich seine Nachkommen erbberechtigt seien.
Heinrich unterzeichnete die Konkordienformel von 1577 und das Konkordienbuch von 1580.
Als 1635 der Herzog aus dieser Linie erbenlos starb, wurde Heinrichs Sohn August Begründer des neuen Hauses Braunschweig-Wolfenbüttel.

## Nachkommen

Reitunfall mit tödlichem Ausgang des Franz von Braunschweig-Dannenberg aus dem Thesaurus Picturarum des Marcus zum Lamm

Heinrich war mit Ursula von Sachsen-Lauenburg vermählt und hatte mit ihr 7 Kinder:
- Julius Ernst (1571–1636) ⚭ Marie von Ostfriesland (1582–1616), Tochter von Edzard II.
- Franz (1572–1601[Anm. 1][Anm. 2]), Dompropst[Anm. 3] zu Straßburg
- Anne Sophie (1573–1574)
- Heinrich (1574–1575)
- Sibylla Elisabeth (1576–1630) ⚭ Graf Anton II. von Delmenhorst (1550–1619), Sohn von Graf Anton I. von Delmenhorst (1505–1573)
- Sidonie (1577–1645)
- August der Jüngere (1579–1666)